# Duden

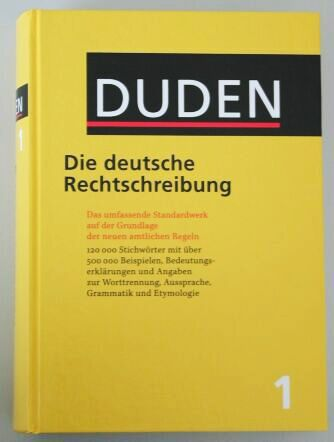
La copertina del primo volume del Duden

Il Duden è un dizionario della lingua tedesca, la cui prima edizione risale al 1880 e fu curata da Konrad Duden.
Il vocabolario è generalmente aggiornato ogni cinque anni. Attualmente è pubblicato dal Bibliographisches Institut & F. A. Brockhaus di Mannheim, che pubblica con il marchio Dudenverlag anche altri dizionari e manuali di lingua.
L'opera si compone attualmente di dodici volumi tematici, caratterizzati dal diverso colore della copertina:
1. Die deutsche Rechtschreibung, il dizionario ortografico, giallo;
2. Das Stilwörterbuch, il dizionario di stile, giallo-arancione;
3. Das Bildwörterbuch, il dizionario per immagini, arancione pallido;
4. Grammatik der deutschen Gegenwartssprache, la grammatica, arancione;
5. Das Fremdwörterbuch, il dizionario di termini scientifici e stranieri, rosso;
6. Das Aussprachewörterbuch, il dizionario di pronuncia, rosa;
7. Das Herkunftswörterbuch, il dizionario etimologico, blu;
8. Das Synonymwörterbuch, il dizionario dei sinonimi, turchese;
9. Richtiges und gutes Deutsch, la guida del tedesco corretto, verdazzurro;
10. Das Bedeutungswörterbuch, il dizionario delle definizioni, verde mela;
11. Redewendungen, il dizionario dei modi di dire, verde chiaro;
12. Zitate und Aussprüche, dizionario di citazioni e proverbi, verde-giallo.

Il volume più importante è quello di ortografia, in quanto il Duden ha rappresentato la norma ortografica per la pubblica amministrazione fino alla riforma ortografica tedesca del 1996.

## Principi
Fino al 1996, il Duden era l'opera di riferimento ufficiale per l’ortografia tedesca. La grammatica tedesca e la sintassi, invece, non hanno regole ufficiali.
La redazione del Duden osserva l'evoluzione della lingua e introduce nel dizionario le parole nuove usate con frequenza significativa nei mass-media. L'opera rispecchia perciò largamente il vocabolario usato attualmente. Questo comporta l'ingresso di un certo numero di neologismi, il che suscita numerose critiche.
A partire dalla ventiquattresima edizione, del 2006, il Duden indica fra più varianti l'ortografia da preferire, senza basarsi né sull'uso né sulle decisioni del Consiglio per l'ortografia tedesca.

## Storia

### IlDudendi Schleiz e la prima edizione
Nel 1872 Konrad Duden, allora preside del ginnasio di Schleiz, pubblicò a Lipsia un dizionario, oggi chiamato "il Duden di Schleiz" (Schleizer Duden).
Nel 1876 Duden fu nominato preside del regio ginnasio di Hersfeld. In questa città pubblicò nel 1880 presso il Bibliographisches Institut la sua opera più importante, il Vollständiges orthographisches Wörterbuch der deutschen Sprache ("Dizionario ortografico completo della lingua tedesca"). Questo dizionario conteneva ventimila voci. Nello stesso anno il Duden fu adottato come riferimento per l'ortografia della pubblica amministrazione del regno di Prussia: in seguito diventerà il riferimento ortografico per tutto l'Impero germanico, e nel 1894 per la Svizzera. Questa prima edizione è chiamata Urduden ("Duden originario").

### IlDudendal 1901 al 1941
La seconda conferenza ortografica tedesca, riunita a Berlino nel 1901 con la partecipazione di Konrad Duden, discusse il problema dell'uniformità della grafia del tedesco e confermò l'adozione della regolamentazione prussiana. L'anno dopo questa decisione fu incorporata nella legislazione tedesca, austroungarica e svizzera. Nello stesso 1902 apparve la seconda edizione del Duden, aggiornata in base alle decisioni della conferenza; Konrad Duden per la prima volta fu assistito nel suo lavoro da una redazione.
La dodicesima edizione, pubblicata nel 1941, fu l'ultima composta in caratteri gotici Fraktur, proibiti dal Reich nazista; da allora in poi il Duden fu stampato esclusivamente in stampatello.

### IDudendell'Est e dell'Ovest
Il primo Duden del Dopoguerra, la tredicesima edizione, apparve nel 1947 a Lipsia, così come presso alcuni editori delle zone occidentali della Germania, dell'Austria e della Svizzera, che avevano ricevuto l'autorizzazione dalla casa-madre. Nel 1954 la Dudenverlag dell'Ovest pubblicò la propria quattordicesima edizione: a partire da tale data vennero pubblicate due distinte versioni dell'opera, una nella Repubblica Federale Tedesca e una nella Repubblica Democratica Tedesca, i cui lessici non coincidevano più. 
Nella Germania occidentale varie case editrici attaccarono il monopolio di fatto del Duden, pubblicando dei dizionari che indicavano delle ortografie alternative. Questo portò nel 1955 la conferenza dei ministri della cultura dei Länder tedeschi a stabilire che il Duden fosse il riferimento obbligatorio in caso di varianti ortografiche, ruolo che manterrà fino alla riforma ortografica tedesca del 1996. 
Nella DDR la redazione di Lipsia, che si considerava la depositaria della tradizione del Duden, elaborò un dizionario apolitico, per evitare una divisione dell'ortografia. L'edizione del 1965, perciò, aveva la voce Deutschland, ma non quelle DDR, BRD o Bundesrepublik; così Berlin era definita come "capitale della Germania". Il Duden dell'Est cominciò a comprendere concetti socialisti alla fine degli anni sessanta; rimase tuttavia meno aperto di quello occidentale ad accettare i neologismi e in particolare il linguaggio giovanile.

### La riunificazione tedesca e la riforma ortografica del 1996
La ventesima edizione, apparsa nel 1991, è chiamata "Duden della Riunificazione" (Einheitsduden), dal momento che, un anno dopo la Riunificazione tedesca, ha unificato anche le edizioni del Duden.
La riforma ortografica tedesca del 1996 tolse al Duden il ruolo di regolatore ufficiale dell'ortografia, in favore di una regolamentazione amministrativa. 
La nuova edizione del 1996 indicava in rosso le nuove grafie. Conteneva in allegato il nuovo regolamento ortografico ufficiale. 
La ventitreesima edizione uscì nel 2004. Essa teneva conto delle modifiche introdotte dalla riforma ortografica del 2004 voluta dalla Conferenza permanente dei ministri della cultura dei Länder tedeschi.
A partire da quest'edizione vengono indicate anche le ortografie precedenti. 
Nel 2017 è uscita la ventisettesima edizione, che comprende 145 000 parole, di cui 5 000 nuovi ingressi.

## Edizioni informatiche
Il Duden è disponibile in commercio in versione informatica, ed è compreso nel programma informatico Office-Bibliothek in Linux, Mac OS X e Windows. Correttori ortografici, di stile e di grammatica sono disponibili per Microsoft Word e OpenOffice.org Writer.